# Dysschema bivittata
Dysschema bivittata là một loài bướm đêm thuộc phân họ Arctiinae, họ Erebidae.